# パトリック・マグラア
パトリック・マグラア（Patrick McGrath、1950年2月7日 – ）は、イギリス人小説家である。イギリスロンドン生まれ。「ニュー・ゴシック」の旗手として知られる。

## 主な作品
- Blood and Water and Other Tales (1988) - 『血のささやき、水のつぶやき』
- The Grotesque (1989) - 『グロテスク』
- Spider (1990) - 『スパイダー』
- Dr Haggard's Disease (1993) - 『愛という名の病』
- Asylum (1996) - 『閉鎖病棟』
- Martha Peake: A Novel of the Revolution (2000)
- Port Mungo (2004)
- Ghost Town: Tales of Manhattan Then and Now (2005)
- Trauma (2008)

## 日本語訳された作品
- 『血のささやき、水のつぶやき』宮脇孝雄訳、河出書房新社、1989年
- 『グロテスク』宮脇孝雄訳、河出書房新社、1992年
- 『閉鎖病棟』池央耿訳、河出書房新社 1999年
- 『スパイダー』富永和子訳、ハヤカワepi文庫、2002年
- 『愛という名の病』宮脇孝雄訳、河出書房新社、2003年
- 『失われた探険家』宮脇孝雄訳、河出書房新社〈奇想コレクション〉、2007年

## 映画化された作品
- The Grotesque (1989)：The Grotesque、en:John-Paul Davidson監督(1995)
- Spider (1990)：Spider（スパイダー/少年は蜘蛛にキスをする）、デヴィッド・クローネンバーグ監督(2002)
- Asylum (1996)：Asylum（アサイラム/閉鎖病棟）、デヴィッド・マッケンジー(David Mackenzie)監督(2005)